# Pippa Ehrlich
Pippa Ehrlich (* 20. Jahrhundert) ist eine südafrikanische Naturfilmerin und Umwelt-Journalistin.

## Leben
Pippa Ehrlich wuchs überwiegend in Johannesburg auf. Als Kind begeistert vom Filmemachen, entschloss sie sich, Journalismus und Dokumentarfilm zu studieren. Ihre Großeltern hatten eine Ferienwohnung in Kapstadt, wo sie schwimmen und tauchen lernte. Sie arbeitet als Journalistin für die Save Our Seas Foundation und das Sea Change Project. Durch ihre Arbeit dort lernte sie den Filmemacher Craig Foster kennen, der nach etwa 20 Jahren im Filmbusiness ausgebrannt war. Für seinen eigenen Gesundungsprozess begann er mit dem Kaltwassertauchen ohne Anzug im Atlantischen Ozean. Die beiden tauchten einige Zeit zusammen. Als bei einem ihrer Tauchausflüge Forster eine Krake sah, die er von da an regelmäßig besuchte, entstand die Idee zu Mein Lehrer, der Krake. Nach einem ersten Drehbuchentwurf sagte Ehrlich 2017 zu, in Ko-Regie zusammen mit James Reed an dem Projekt zu arbeiten. Dabei handelte es sich um ihren Debütfilm. Forster hatte bereits einiges an Material alleine gedreht. Ehrlich kümmerte sich neben dem Dreh, bei dem sie auch selbst mit Forster tauchte, auch um den Filmschnitt.
Der Film wurde ein Überraschungshit auf Netflix und gewann mehrere Preise. Pippa Ehrlich wurde, zusammen mit James Reed und Craig Forster, für zahlreiche renommierte Filmpreise nominiert. Bei der Oscar 2021 wurde er in der Kategorie Bester Dokumentarfilm ausgezeichnet.

## Filmografie
- 2020: Mein Lehrer, der Krake (My Octopus Teacher)
- 2025: Pangolin: Kulus Weg (Pangolin: Kulu's Journey)